# Vuelta a España 2022/15. Etappe
Die 15. Etappe der Vuelta a España 2022 fand am 4. September 2022 statt und endete mit der sechsten und höchsten Bergankunft der 77. Austragung des spanischen Etappenrennens. Die Strecke führte von Martos über 149,6 Kilometer nach Sierra Nevada, wo sich das Ziel auf der Alto Hoya de la Mora auf einer Seehöhe von 2512 Metern befand. Die Ziellinie befand sich zudem auf dem höchsten Punkt, den die Spanien-Rundfahrt bei ihrer 77. Austragung erreichte. Nach der Zielankunft hatten die Fahrer insgesamt 2321,3 Kilometer absolviert, was 70,7 % der Gesamtdistanz der Rundfahrt entsprach.
Nach der 15. Etappe wurde der dritte und letzte Ruhetag abgehalten, ehe es in die letzte Woche der Rundfahrt geht.

## Streckenführung
Nach dem Start in Martos ging es für rund 27 Kilometer auf flachen Straßen in Richtung Süden, ehe mit dem Puerto del Castillo (940 m) der erste Anstieg des Tages in Angriff genommen wurde. Dieser war mit einer Bergwertung der 3. Kategorie klassifiziert und wies auf seinen 6,8 Kilometern Länge eine durchschnittliche Steigung von 6,8 % auf. Nachdem die Kuppe des Anstiegs passiert wurde, verblieben die Fahrer auf einem rund 35 Kilometer langen Plateau, das sie weiter in Richtung Süden führte. In diesem Streckenabschnitt wurde auch Alcalá la Real durchfahren. Kurz nach Puerto Lope folgte eine kurze Abfahrt, ehe nach 92,3 Kilometern ein Zwischensprint in Granada ausgefahren wurde. Kurz darauf begann die Straße in Monachil erneut stärker anzusteigen und führte auf die Alto del Purche (1490 m). Dieser Pass wies auf seiner Länge von 9,1 Kilometern eine durchschnittliche Steigung von 7,6 % auf, obwohl kurz vor dem letzten Kilometer eine rund 500 Meter lange Zwischenabfahrt absolviert wurde. Die Kilometerschnitte des Anstiegs lagen meist bei über 8 %, wobei der untere Teil sogar Kilometerschnitte von über 10 % beinhaltete. Auf der Passhöhe, die 39,2 Kilometer vor dem Ziel passiert wurde, wurden eine Bergwertung der 1. Kategorie, sowie ein Bonussprint ausgefahren. Im Anschluss folgte eine längere Abfahrt, die die Fahrer wieder ins Umland von Granada brachte. Bei Pinos Genil begann die Straße erneut zu steigen und führte entlang der Canales-Talsperre nach Güéjar Sierra, wo der Schlussanstieg begann.
Der Schlussanstieg auf die Alto Hoya de la Mora (2512 m) war 22,3 Kilometer lang und wies eine Durchschnittssteigung von 7,9 % auf. Die höchsten Steigungsprozente wurden im unteren Teil auf der A-4030 erreicht. Hier fiel die Durchschnittsteigung auf den ersten rund 4 Kilometern nie unter 10 % und es wurden maximale Steigungsprozente von bis zu 20 % erreicht. Im Anschluss ging es über den Puerto de Hazallanas (1526 m), bei dem die Straße zwar etwas abflachte, jedoch auf den letzten 12 Kilometern weiter bei rund 7 % bergauf führte. Auf der A-4025 und der A-395 führte die Strecke an dem Skiort Sierra Nevada vorbei zum Ziel. Der Schlussanstieg auf die Alto Hoya de la Mora war als Bergwertung der Kategorie „Especial“ klassifiziert.
|                              | Ort                  | Kilometer | Länge (km) | Höhe (m) | Ø Steigung |
| ---------------------------- | -------------------- | --------- | ---------- | -------- | ---------- |
| Start                        | Martos               | 0         |            |          |            |
| Bergwertung (3. Kategorie)   | Puerto del Castillo  | 033,8     | 06,8       | 0940     | 6,8 %      |
| Zwischensprint               | Granada              | 092,3     |            |          |            |
| Bergwertung (1. Kategorie)   | Alto del Purche      | 110,4     | 09,1       | 1490     | 7,6 %      |
| Bonussprint                  | Alto del Purche      | 110,4     |            |          |            |
| Bergwertung (ESP. Kategorie) | Alto Hoya de la Mora | 149,6     | 22,3       | 2512     | 7,9 %      |
| Ziel                         | Alto Hoya de la Mora | 149,6     |            |          |            |

## Rennverlauf und Ergebnisse
In einer nervösen Anfangsphase kamen Wilco Kelderman (Bora-hansgrohe) und Lucas Hamilton (BikeExchange-Jayco) zu Sturz. Beide konnten das Rennen jedoch fortsetzen. Domenico Pozzovivo (Intermarché-Wanty-Gobert Matériaux) hingegen stieg frühzeitig vom Rad und verließ die 15. Etappe der Spanien-Rundfahrt nach nur wenigen Kilometern. Nach rund 25 Kilometern bildete sich eine Ausreißergruppe, in der 29 Fahrer vertreten waren. Der Niederländer Thymen Arensman (DSM) war mit einem Rückstand von neun Minuten und 14 Sekunden der bestplatzierte Fahrer in der Fluchtgruppe. Ebenfalls Teil der Ausreißergruppe waren folgende Teams (geordnet nach dem bestplatzierten Fahrern in der Gesamtwertung): Jai Hindley (Bora-Hansgrohe), Louis Meintjes (Intermarché-Wanty-Gobert Matériaux), David de la Cruz, Vincenzo Nibali (beide Astana Qazaqstan), Richard Carapaz (Ineos Grenadiers), Rigoberto Urán, Hugh Carthy (beide EF Education-EasyPost), Jay Vine, Xandro Meurisse (beide Alpecin-Deceuninck), Gino Mäder, Fred Wright (beide Bahrain Victorious), Marc Soler, Brandon McNulty (beide UAE Team Emirates), Sébastien Reichenbach, Rudy Molard (beide Groupama-FDJ), Nélson Oliveira (Movistar), Sam Oomen, Rohan Dennis (beide Jumbo-Visma), Élie Gesbert (Arkéa-Samsic), Rubén Fernández (Cofidis), Lawson Craddock (BikeExchange-Jayco), Omer Goldstein (Israel-Premier Tech), Fausto Masnada, Louis Vervaeke (beide Quick-Step Alpha Vinyl), Nicolas Prodhomme (AG2R Citroën), Xabier Mikel Azparren (Euskaltel-Euskadi), Mads Pedersen und Antonio Tiberi (beide Trek-Segafredo).
Nach 33,8 gefahrenen Kilometern erreichte die Ausreißergruppe die Kuppe des Puerto del Castillo (940 m), wo sich der Führende in der Bergwertung Jai Vine drei weitere Punkte im Kampf um das Bergtrikot sicherte. Die weiteren Punkte gingen an seinen Teamkollegen Xandro Meurisse und David de la Cruz, während Richard Carapaz, der Zweitplatzierte in der Bergwertung, keine Punkte holte. Der Vorsprung der Ausreißergruppe betrug unterdessen über fünf Minuten, als sich Lawson Craddock 80 Kilometer vor dem Ziel von seinen Gefährten absetzte und das Rennen nun allein anführte. Der Amerikaner fuhr einen Vorsprung von über einer Minute heraus und erreichte den Zwischensprint in Granada 57,3 Kilometer vor dem Ziel als Erster. Dahinter holte sich Mads Pedersen 17 weitere Punkte und baute somit seinen Vorsprung in der Punktewertung weiter aus. Im Hauptfeld übernahm das AG2R Citroën Team die Tempoarbeit, da der Vorsprung der Ausreißer auf über sechs Minuten angestiegen war und die dort vertretenen Fahrer eine Gefahr für ihren Team-Kapitän Ben O’Connor in der Gesamtwertung darstellten. Im Anstieg des Alto del Purche (1490 m) zerfiel die Ausreißergruppe und Jai Vine konnte zu dem Spitzenreiter Lawson Craddock aufschließen. Auf dem höchsten Punkt sicherte sich Jai Vine anschließend 10 weitere Punkte und baute seine Führung in der Bergwertung weiter aus. Die weiteren Punkte sowie Bonussekunden gingen an seinen Begleiter Lawson Craddock, sowie Richard Carapaz, Thymen Arensman und Jai Hindley die mit wenigen Sekunden Rückstand folgten. In der anschließenden Abfahrt kam Dylan van Baarle (Ineos Grenadiers) zu Sturz und Primož Roglič (Jumbo-Visma) fiel kurzzeitig aufgrund eines technischen Defekts aus dem Hauptfeld zurück.
Am Fuße des 22,3 Kilometer langen Schlussanstieges formierte sich eine neue Spitzengruppe. Thymen Arensman, Jai Hindley, Louis Meintjes, David de la Cruz, Richard Carapaz, Gino Mäder, Marc Soler, Sébastien Reichenbach, Fausto Masnada und Antonio Tiberi schlossen zu Jai Vine und Lawson Craddock auf. Kurz darauf griff Marc Soler an und setzte sich von der Gruppe ab. Im Peloton, dessen Rückstand auf die Ausreißergruppe auf etwa drei Minuten geschmolzen war, forcierte die Mannschaft Jumbo-Visma das Tempo für ihren Kapitän Primož Roglič, wodurch das ohnehin bereits kleine Hauptfeld stark reduziert wurde. Rund 19 Kilometer vor dem Ziel fiel mit Chris Harper (Jumbo-Visma) der letzte Helfer aus der Gruppe der Favoriten zurück, in der nun nur noch der Gesamtführende Remco Evenepoel, Primož Roglič, Enric Mas (Movistar), Miguel Ángel López (Astana Qazaqstan) und Ben O’Connor vertreten waren. Carlos Rodríguez (Ineos Grenadiers) und Juan Ayuso (UAE Team Emirates) die in der Gesamtwertung auf den Plätzen vier und fünf lagen, waren bereits wie auch die meisten anderen Gesamtklassement-Fahrer abgehängt worden. Unterdessen hatte Marc Soler mit dem Puerto de Hazallanas den steilsten Teil des Anstiegs absolviert und ging nun mit einem Vorsprung von 40 Sekunden auf die letzten 16 Kilometer, die etwas flacher in den Skiort Sierra Nevada führten. In der Gruppe der Favoriten übernahm Remco Evenepoel das Tempo, bis er auf seinen Teamkollegen Louis Vervaeke auffuhr, der aus der ehemaligen Ausreißergruppe zurückgefallen war. Zehn Kilometer vor dem Ziel griff Miguel Ángel López an und Enric Mas folgte ihm, während Primož Roglič bei dem Gesamtführenden blieb. Kurz darauf fiel Louis Vervaeke nach getaner Arbeit zurück und Remco Evenepoel hielt den Rückstand auf die beiden Angreifer konstant. Auch David de la Cruz, der sich zurückfallen ließ, um seinen Teamkollegen Miguel Ángel López zu unterstützen, konnte den Abstand der beiden nicht vergrößern. In der Zwischenzeit hatte Thymen Arensman rund neun Kilometer vor dem Ziel in der Verfolgergruppe angegriffen und fuhr wenig später zu Mark Soler auf. Anschließend griff er sieben Kilometer vor dem Ziel an und konnte sich sofort von Marc Soler lösen. Der Niederländer behauptete anschließend seinen Vorsprung und gewann seine erste Grand-Tour-Etappe. Zudem schob er sich auf den achten Rang in der Gesamtwertung. Platz zwei ging an Enric Mas, der gemeinsam mit Miguel Ángel López die übrigen Ausreißer eingeholt hatte. Primož Roglič erreichte das Ziel als Fünfter mit 21 Sekunden Rückstand auf Enric Mas. Zwar konnte der Slowene den Gesamtführenden Remco Evenepoel auf dem letzten Kilometer distanzieren, fuhr jedoch nur 15 Sekunden auf den Belgier heraus, der die Gesamtwertung weiterhin mit über eineinhalb Minuten anführte. Juan Ayuso nahm Carlos Rodríguez im Schlussanstieg über eineinhalb Minuten ab und schob sich somit auf den vierten Gesamtrang.
| \| Etappenergebnis \| Etappenergebnis \| Etappenergebnis \| Etappenergebnis \| Etappenergebnis \| \| Fahrer \| Fahrer \| Land \| Team \| Zeit \| \| --------------- \| ------------------ \| --------------- \| ---------------------------------- \| --------------- \| \| 1. \| Thymen Arensman \| Niederlande \| Team DSM \| 4 h 17 min 17 s \| \| 2. \| Enric Mas \| Spanien \| Movistar Team \| + 1 min 23 s \| \| 3. \| Miguel Ángel López \| Kolumbien \| Astana Qazaqstan Team \| + 1 min 25 s \| \| 4. \| Jay Vine \| Australien \| Alpecin-Deceuninck \| + 1 min 30 s \| \| 5. \| Primož Roglič \| Slowenien \| Jumbo-Visma \| + 1 min 44 s \| \| 6. \| Ben O’Connor \| Australien \| AG2R Citroën Team \| + 1 min 44 s \| \| 7. \| Juan Ayuso \| Spanien \| UAE Team Emirates \| + 1 min 55 s \| \| 8. \| Jai Hindley \| Australien \| Bora-Hansgrohe \| + 1 min 55 s \| \| 9. \| Louis Meintjes \| Südafrika \| Intermarché-Wanty-Gobert Matériaux \| + 1 min 55 s \| \| 10. \| Remco Evenepoel \| Belgien \| Quick-Step Alpha Vinyl \| + 1 min 59 s \| |                    |             |                                    |                 |
| |                    |             |                                    |                 |
| Quelle: ProCyclingStats |                    |             |                                    |                 |
| Etappenergebnis |                    |             |                                    |                 |
| Fahrer | Fahrer             | Land        | Team                               | Zeit            |
| 1. | Thymen Arensman    | Niederlande | Team DSM                           | 4 h 17 min 17 s |
| 2. | Enric Mas          | Spanien     | Movistar Team                      | + 1 min 23 s    |
| 3. | Miguel Ángel López | Kolumbien   | Astana Qazaqstan Team              | + 1 min 25 s    |
| 4. | Jay Vine           | Australien  | Alpecin-Deceuninck                 | + 1 min 30 s    |
| 5. | Primož Roglič      | Slowenien   | Jumbo-Visma                        | + 1 min 44 s    |
| 6. | Ben O’Connor       | Australien  | AG2R Citroën Team                  | + 1 min 44 s    |
| 7. | Juan Ayuso         | Spanien     | UAE Team Emirates                  | + 1 min 55 s    |
| 8. | Jai Hindley        | Australien  | Bora-Hansgrohe                     | + 1 min 55 s    |
| 9. | Louis Meintjes     | Südafrika   | Intermarché-Wanty-Gobert Matériaux | + 1 min 55 s    |
| 10. | Remco Evenepoel    | Belgien     | Quick-Step Alpha Vinyl             | + 1 min 59 s    |

## Gesamtstände
| \| Gesamtwertung \| Gesamtwertung \| Gesamtwertung \| Gesamtwertung \| Gesamtwertung \| \| Fahrer \| Fahrer \| Land \| Team \| Zeit \| \| ------------- \| ------------------ \| ------------- \| ---------------------- \| ---------------- \| \| 1. \| Remco Evenepoel \| Belgien \| Quick-Step Alpha Vinyl \| 56 h 40 min 49 s \| \| 2. \| Primož Roglič \| Slowenien \| Jumbo-Visma \| + 1 min 34 s \| \| 3. \| Enric Mas \| Spanien \| Movistar Team \| + 2 min 01 s \| \| 4. \| Juan Ayuso \| Spanien \| UAE Team Emirates \| + 4 min 49 s \| \| 5. \| Carlos Rodríguez \| Spanien \| Ineos Grenadiers \| + 5 min 16 s \| \| 6. \| Miguel Ángel López \| Kolumbien \| Astana Qazaqstan Team \| + 5 min 24 s \| \| 7. \| João Almeida \| Portugal \| UAE Team Emirates \| + 7 min 00 s \| \| 8. \| Thymen Arensman \| Niederlande \| Team DSM \| + 7 min 05 s \| \| 9. \| Ben O’Connor \| Australien \| AG2R Citroën Team \| + 8 min 57 s \| \| 10. \| Jai Hindley \| Australien \| Bora-Hansgrohe \| + 11 min 36 s \| |                    |             |                        |                  |
| |                    |             |                        |                  |
| Quelle: ProCyclingStats |                    |             |                        |                  |
| Gesamtwertung |                    |             |                        |                  |
| Fahrer | Fahrer             | Land        | Team                   | Zeit             |
| 1. | Remco Evenepoel    | Belgien     | Quick-Step Alpha Vinyl | 56 h 40 min 49 s |
| 2. | Primož Roglič      | Slowenien   | Jumbo-Visma            | + 1 min 34 s     |
| 3. | Enric Mas          | Spanien     | Movistar Team          | + 2 min 01 s     |
| 4. | Juan Ayuso         | Spanien     | UAE Team Emirates      | + 4 min 49 s     |
| 5. | Carlos Rodríguez   | Spanien     | Ineos Grenadiers       | + 5 min 16 s     |
| 6. | Miguel Ángel López | Kolumbien   | Astana Qazaqstan Team  | + 5 min 24 s     |
| 7. | João Almeida       | Portugal    | UAE Team Emirates      | + 7 min 00 s     |
| 8. | Thymen Arensman    | Niederlande | Team DSM               | + 7 min 05 s     |
| 9. | Ben O’Connor       | Australien  | AG2R Citroën Team      | + 8 min 57 s     |
| 10. | Jai Hindley        | Australien  | Bora-Hansgrohe         | + 11 min 36 s    |

| Punktewertung | Punktewertung       | Punktewertung          | Punktewertung           | Punktewertung |
| Fahrer        | Fahrer              | Land                   | Team                    | Punkte        |
| ------------- | ------------------- | ---------------------- | ----------------------- | ------------- |
| 1.            | Mads Pedersen       | Dänemark               | Trek-Segafredo          | 284 P.        |
| 2.            | Fred Wright         | Vereinigtes Königreich | Bahrain Victorious      | 111 P.        |
| 3.            | Primož Roglič       | Slowenien              | Jumbo-Visma             | 107 P.        |
| 4.            | Remco Evenepoel     | Belgien                | Quick-Step Alpha Vinyl  | 100 P.        |
| 5.            | Marc Soler          | Spanien                | UAE Team Emirates       | 99 P.         |
| 6.            | Samuele Battistella | Italien                | Astana Qazaqstan Team   | 91 P.         |
| 7.            | Enric Mas           | Spanien                | Movistar Team           | 88 P.         |
| 8.            | Jay Vine            | Australien             | Alpecin-Deceuninck      | 62 P.         |
| 9.            | Kaden Groves        | Australien             | Team BikeExchange-Jayco | 60 P.         |
| 10.           | Lawson Craddock     | Vereinigte Staaten     | Team BikeExchange-Jayco | 57 P.         |

| Bergwertung | Bergwertung        | Bergwertung | Bergwertung           | Bergwertung |
| Fahrer      | Fahrer             | Land        | Team                  | Punkte      |
| ----------- | ------------------ | ----------- | --------------------- | ----------- |
| 1.          | Jay Vine           | Australien  | Alpecin-Deceuninck    | 59 P.       |
| 2.          | Richard Carapaz    | Ecuador     | Ineos Grenadiers      | 30 P.       |
| 3.          | Thymen Arensman    | Niederlande | Team DSM              | 22 P.       |
| 4.          | Robert Stannard    | Australien  | Alpecin-Deceuninck    | 21 P.       |
| 5.          | Marc Soler         | Spanien     | UAE Team Emirates     | 20 P.       |
| 6.          | Enric Mas          | Spanien     | Movistar Team         | 19 P.       |
| 7.          | Jimmy Janssens     | Belgien     | Alpecin-Deceuninck    | 17 P.       |
| 8.          | Miguel Ángel López | Kolumbien   | Astana Qazaqstan Team | 16 P.       |
| 9.          | Primož Roglič      | Slowenien   | Jumbo-Visma           | 12 P.       |
| 10.         | Thibaut Pinot      | Frankreich  | Groupama-FDJ          | 12 P.       |

| Nachwuchswertung | Nachwuchswertung    | Nachwuchswertung | Nachwuchswertung       | Nachwuchswertung  |
| Fahrer           | Fahrer              | Land             | Team                   | Zeit              |
| ---------------- | ------------------- | ---------------- | ---------------------- | ----------------- |
| 1.               | Remco Evenepoel     | Belgien          | Quick-Step Alpha Vinyl | 56 h 40 min 49 s  |
| 2.               | Juan Ayuso          | Spanien          | UAE Team Emirates      | + 4 min 49 s      |
| 3.               | Carlos Rodríguez    | Spanien          | Ineos Grenadiers       | + 5 min 16 s      |
| 4.               | João Almeida        | Portugal         | UAE Team Emirates      | + 7 min 00 s      |
| 5.               | Thymen Arensman     | Niederlande      | Team DSM               | + 7 min 05 s      |
| 6.               | José Félix Parra    | Spanien          | Equipo Kern Pharma     | + 42 min 23 s     |
| 7.               | Sergio Higuita      | Kolumbien        | Bora-Hansgrohe         | + 42 min 47 s     |
| 8.               | Gino Mäder          | Schweiz          | Bahrain Victorious     | + 46 min 24 s     |
| 9.               | Edoardo Zambanini   | Italien          | Bahrain Victorious     | + 59 min 06 s     |
| 10.              | Clément Champoussin | Frankreich       | AG2R Citroën Team      | + 1 h 11 min 54 s |

| Mannschaftswertung | Mannschaftswertung                 | Mannschaftswertung           | Mannschaftswertung |
| Team               | Team                               | Land                         | Zeit               |
| ------------------ | ---------------------------------- | ---------------------------- | ------------------ |
| 1.                 | UAE Team Emirates                  | Vereinigte Arabische Emirate | 169 h 17 min 58 s  |
| 2.                 | Ineos Grenadiers                   | Vereinigtes Königreich       | + 29 min 50 s      |
| 3.                 | Astana Qazaqstan Team              | Kasachstan                   | + 43 min 48 s      |
| 4.                 | Bora-Hansgrohe                     | Deutschland                  | + 51 min 12 s      |
| 5.                 | Movistar Team                      | Spanien                      | + 52 min 39 s      |
| 6.                 | Bahrain Victorious                 | Bahrain                      | + 1 h 01 min 01 s  |
| 7.                 | Intermarché-Wanty-Gobert Matériaux | Belgien                      | + 1 h 01 min 05 s  |
| 8.                 | Jumbo-Visma                        | Niederlande                  | + 1 h 23 min 29 s  |
| 9.                 | EF Education-EasyPost              | Vereinigte Staaten           | + 1 h 23 min 37 s  |
| 10.                | Quick-Step Alpha Vinyl             | Belgien                      | + 1 h 58 min 36 s  |

## Ausgeschiedene Fahrer
Die folgenden Fahrer waren aus der Tour ausgeschieden:
- Domenico Pozzovivo (Intermarché-Wanty-Gobert Matériaux) – DNF wegen Erkrankung